# Skatås motionscentrum

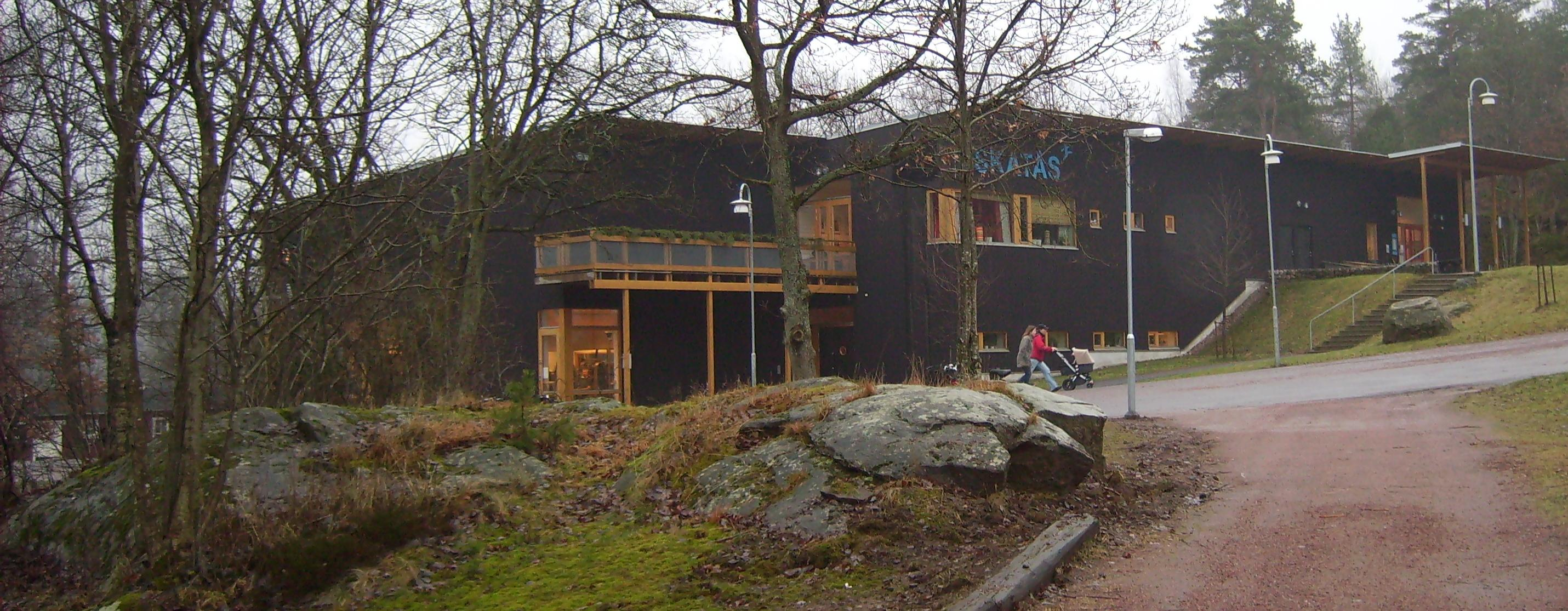
Skatås motionscentrums nuvarande huvudbyggnad stod färdig 2004. Den ligger i anslutning till Delsjöområdets naturreservat.

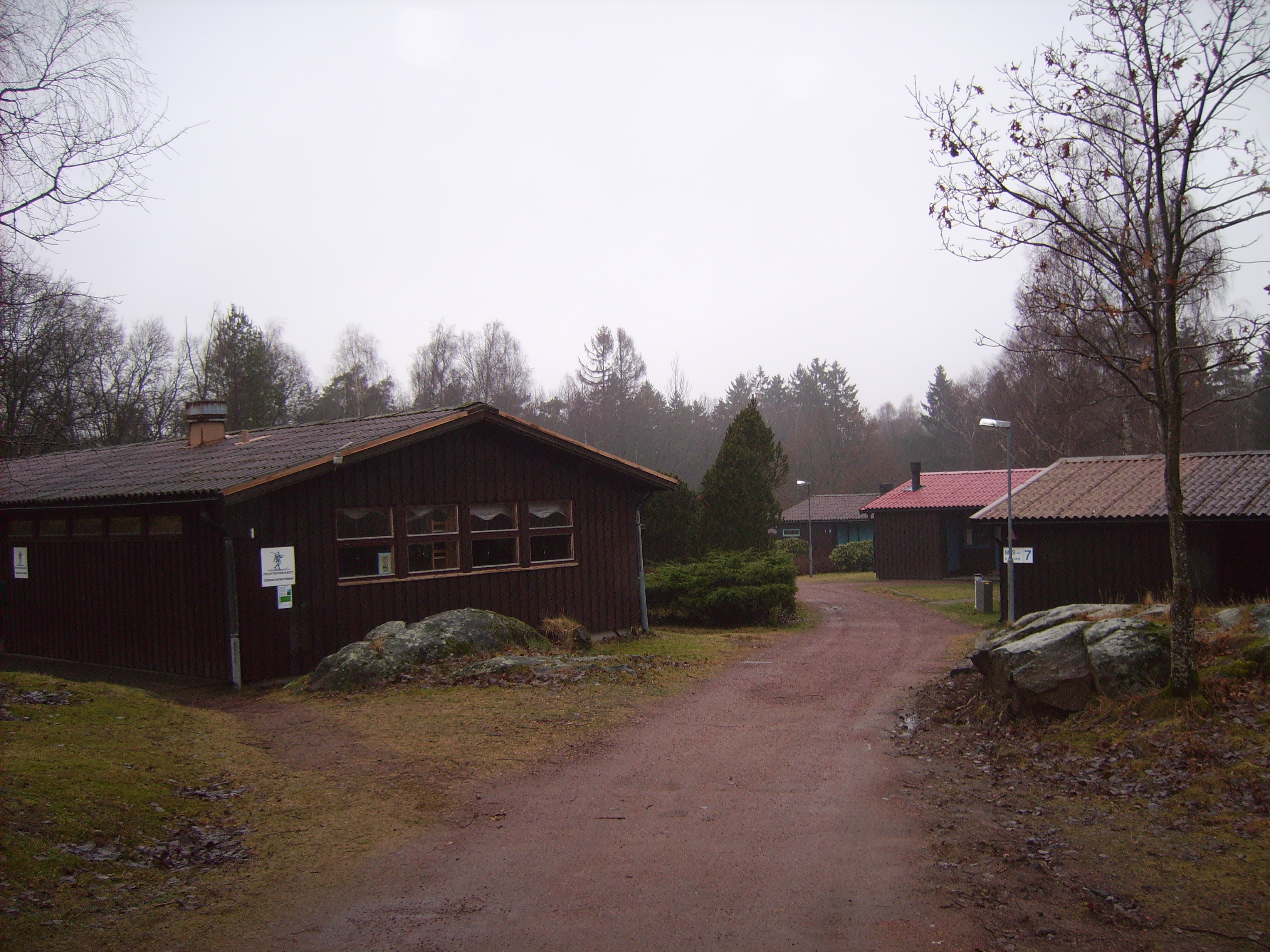
Skatås motionscentrum, några av klubbstugorna från 1970-talet.

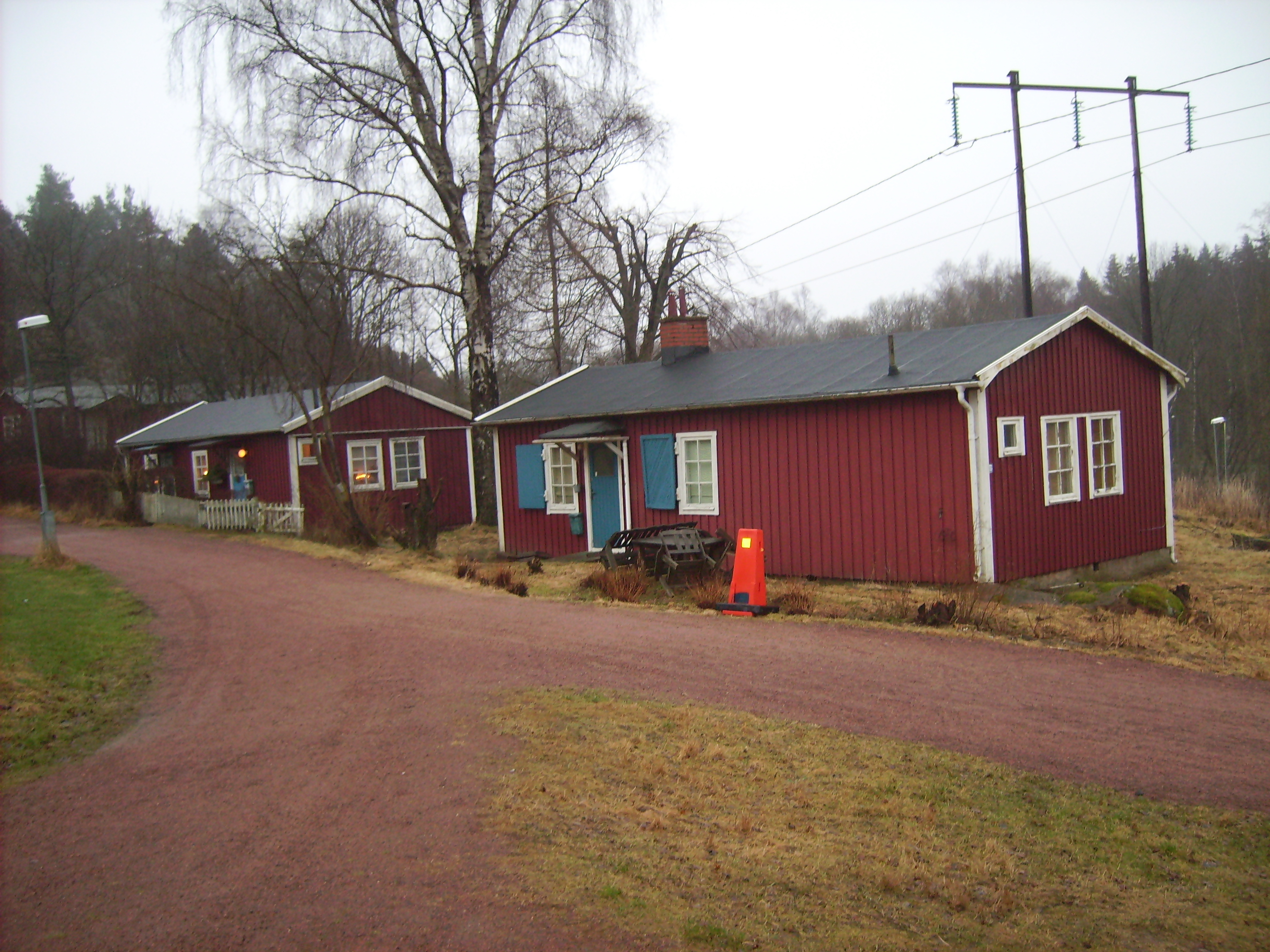
Nedanför motionscentrumets huvudbyggnad ligger idag ett antal mindre röda små stugor och en större röd byggnad, som nuförtiden används av olika föreningar. Byggnaderna är från 1940-talet, då Skatås var militär- och flyktingförläggning.

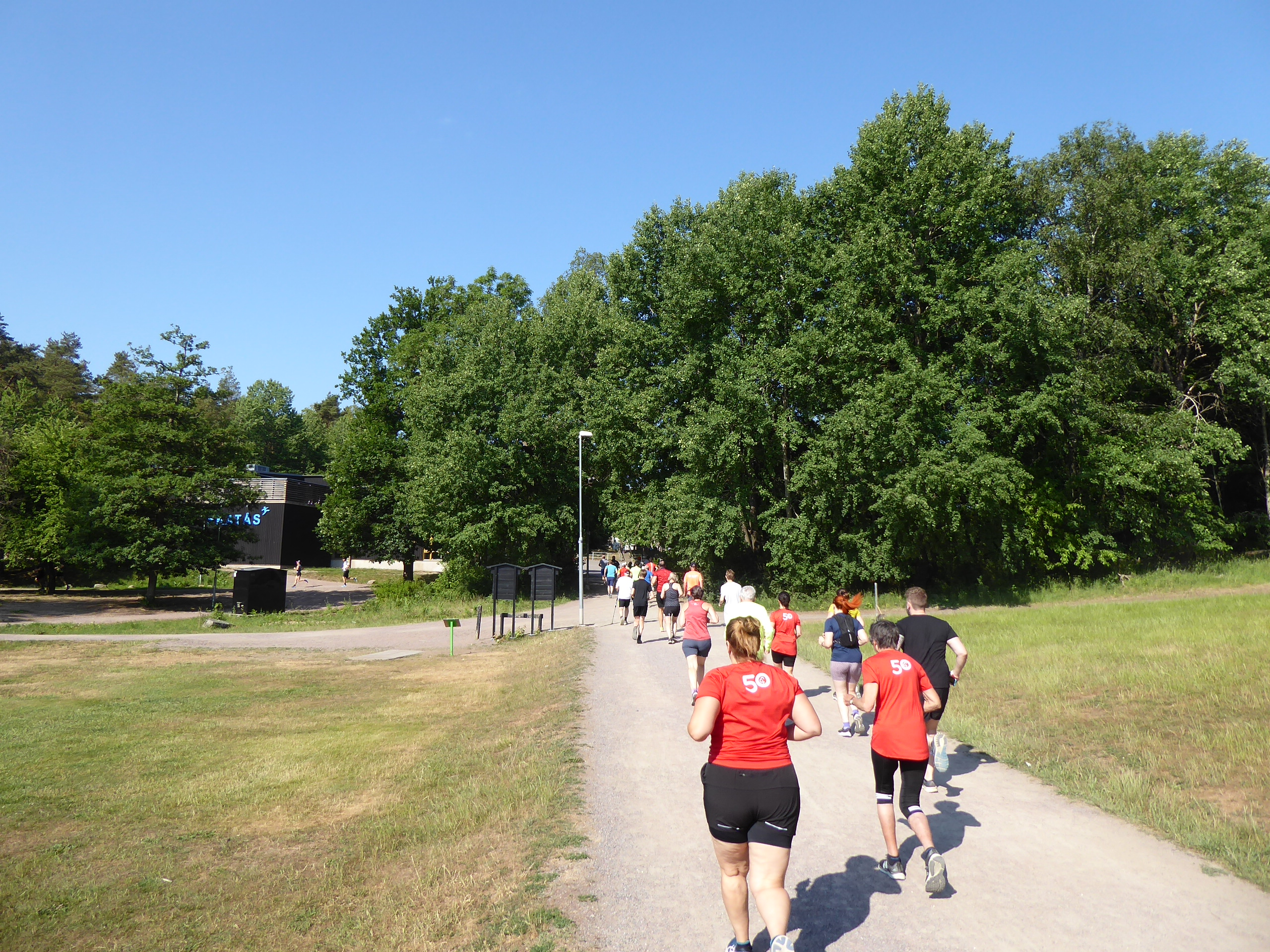
Skatås parkrun den 17 juni 2023.

Skatås motionscentrum är en motionsidrottsanläggning som ligger i anslutning till Delsjöområdets naturreservat i östra Göteborg. Anläggningen drivs av idrotts- och föreningsförvaltningen i Göteborgs kommun. 
I huvudbyggnaden finns bland annat gym, kafé, greenfee för frisbeegolf-banan samt uthyrning av diverse motionsredskap. I området finns även stora gräsplaner, planer för beachvolleyboll samt motionsspår. Många idrotts-föreningar, har sina klubblokaler i områdets stugor.

## Historik
Skatås motionscentrums äldsta byggnader tillkom på 1940-talet efter att torpet Skatås med tvenne uthus, underlydande Kålltorps gård, inköpt och inkorporerad av Göteborgs stad från major Claes Silverstolpe i Örgryte socken 1909, hade rivits strax dessförinnan. I husförhörslängderna finns två torp omnämnda som bar namnet Skatås: Skålmakärr och Terra Nova. Båda var belägna på de marker som motionscentret breder ut sig på idag. Det förstnämnda torpet uppfördes i början av 1820-talet och nedrevs 1878, medan det andra uppfördes 1851 och nedrevs i slutet på 1930-talet. Skålmakärr döptes om till Skatås vid 1800-talets mitt och Terra Nova i sin tur i början av 1900-talet. Tillkomsten av det nya torpet Terra Nova har sin orsak i skiftesförhandlingar angående utmarken mellan Kålltorps gård och Kärralunds gård 1843–1855, då det gamla torpet Skålmakärr överfördes från Kålltorps till Kärralunds ägo.
De första byggnaderna bestod av baracker som ursprungligen var en del av en militärförläggning och uppfördes åt svenska soldater som under Andra världskriget bemannade luftvärnsställningar i närheten för att bevaka Göteborgs vattentäkt Stora Delsjön.. Under krigets slutskede omvandlades förläggningen till ett flyktingläger i Utlänningskommissionens regi. Hit kom flyktingar från bland annat Tyskland med de Vita bussarna för att sedan slussas ut i Sverige eller för vidare migration. Övrig byggnation är i huvudsak av senare datum.
Efter kriget användes anläggningen bland annat som vandrarhem under sommaren, som sportcentrum vintertid och resten av året som friluftsgård för skolungdom. Redan i slutet av 1950-talet diskuterades en utbyggnad av Skatås, men först ett decennium senare beslöt man att renovera och delvis ersätta de gamla och hårt förslitna byggnaderna med en närsportanläggning. Den 1 oktober 1972 öppnades Skatås motionscentrum, nu uppflyttat längre upp på åsen, med en centralbyggnad och ett tjugotal nybyggda klubbstugor för olika idrotts- och friluftssammanslutningar. Inför omdaningen revs även Stjärntorpet 1969, som hade uppförts 1880, då parkeringsplatsen utvidgades och arbetarbostaden kom att vara i vägen.
En ny huvudbyggnad för motionscentret uppfördes och invigdes den 28 augusti 2004, efter att den 30 år gamla byggnaden brann ned till grunden natten till midsommarafton 2002.

## Motionsspår
Från motionscentralen utgår ett antal markerade motionsspår för promenader, löpning och vintertid skidåkning om cirka 2,5, 5, 8, 10 samt 18 kilometer. Spåren består av grusvägar och stigar genom Delsjöområdet och är bitvis ganska kuperade. De tre kortare spåren är upplysta. Vildmarksleden har sitt slut - eller början - i Skatås. Denna påbörjas i Hindås cirka 38 km från Skatås.
Förutom de uppmätta slingorna finns många omarkerade stigar i området. På dessa anordnas årligen flera terränglopp, bland annat Finalloppet.

## Arrangemang i anslutning eller koppling till Skatås
- Skatås ryggar
- Finalloppet
- Göteborg Cross Country/Premiärloppet[5]
- Skatås mörkaste[6]
- Skatås sjöar[7]
- Skatås parkrun[8]
- Skogsmaran[9]

## Idrottsföreningar eller organisationer med klubbstugor eller verksamhet i Skatås
- Friluftsfrämjandet
- Gårda BK
- Göteborgs Skidklubb
- IOGT-NTO
  - IOGT-NTO:s Juniorförbund
  - Nykterhetsrörelsens scoutförbund
  - Ungdomens Nykterhetsförbund
- Majornas IK
- Solvikingarna
- IK Stern
- Sävedalens AIK
- Göteborg-Majorna OK
- IFK Göteborg Orientering
- Magpie Ridge Disc Golf Club